# Springville (Utah)
Springville é uma cidade localizada no estado norte-americano de Utah, no Condado de Utah.

## Demografia
Segundo o censo norte-americano de 2000, a sua população era de 20.424 habitantes.
Em 2006, foi estimada uma população de 25.998, um aumento de 5574 (27.3%).

## Geografia
De acordo com o United States Census Bureau tem uma área de 29,9 km², dos quais 29,9 km² cobertos por terra e 0,0 km² cobertos por água. Springville localiza-se a aproximadamente 1442 m acima do nível do mar.

## Localidades na vizinhança
O diagrama seguinte representa as localidades num raio de 12 km ao redor de Springville.